# Erik Karlsson
Erik Sven Gunnar Karlsson (* 31. května 1990, Lannaskede, Švédsko) je švédský hokejový obránce hrající v týmu Pittsburgh Penguins v severoamerické lize National Hockey League (NHL). V roce 2012, 2015 a 2023 získal cenu Norris Trophy pro nejlepšího obránce NHL. Tento obránce, vyznávající ofenzivní pojetí hry, byl v roce 2008 draftován týmem Ottawa Senators v prvním kole jako celkově 15. V současnosti patří k nejlepším obráncům na světě, v roce 2014 pomohl národnímu týmu Švédska vybojovat stříbrné medaile na Olympijských hrách v Soči, kde jako obránce vyhrál produktivitu celé soutěže. Často je kritizován za svou slabší hru směrem dozadu, ale na tom v posledních letech dost zapracoval a stává se z něj stále komplexnější hokejista. V roce 2018 mu zemřelo nenarozené dítě, kvůli čemuž vynechal poslední zápasy základní části NHL a světový šampionát.

## Úspěchy

### Individuální úspěchy
- Nejlepší obránce na MS 18' – 2008
- All-Star Tým MSJ – 2009
- Nejlepší obránce na MSJ – 2009
- NHL All-Star Game – 2011
- Norris Trophy (nejlepší obránce NHL) – 2012, 2015 a 2023
- Nejlepší obránce na ZOH v Soči 2014
- All-Star Tým na ZOH v Soči 2014
- Viking Award – 2016

### Kolektivní úspěchy
- Stříbro na MSJ – 2009
- Bronz na MS – 2010, 24
- Stříbro na ZOH v Soči – 2014

## Prvenství
- Debut v NHL – 3. října 2009 (New York Rangers proti Ottawa Senators)
- První asistence v NHL – 3. října 2009 (New York Rangers proti Ottawa Senators)
- První gól v NHL – 19. prosince 2009 (Ottawa Senators proti Minnesota Wild, finskému brankáři Niklas Bäckström)
- První hattrick v NHL – 1. listopadu 2022 (San Jose Sharks proti Anaheim Ducks)

## Statistiky

### Klubové statistiky
| Sezóna      | Klub                | Soutěž      |       | Základní část | Základní část | Základní část | Základní část | Základní část |   | Play off | Play off | Play off | Play off | Play off |
| Sezóna      | Klub                | Soutěž      | Z     | G             | A             | B             | TM            | Z             | G | A        | B        | TM       |          |          |
| 2006/07     | Södertälje SK       | J20         | 10    | 2             | 8             | 10            | 8             | —             | — | —        | —        | —        |          |          |
| 2007/08     | Frölunda Indians    | J20         | 38    | 13            | 24            | 37            | 68            | 5             | 1 | 0        | 1        | 4        |          |          |
| 2007/08     | Frölunda Indians    | SEL         | 7     | 1             | 0             | 1             | 0             | 6             | 0 | 0        | 0        | 0        |          |          |
| 2008/09     | Frölunda Indians    | J20         | 1     | 0             | 2             | 2             | 2             | —             | — | —        | —        | —        |          |          |
| 2008/09     | Borås HC            | Alls        | 7     | 0             | 1             | 1             | 14            | —             | — | —        | —        | —        |          |          |
| 2008/09     | Frölunda Indians    | SEL         | 45    | 5             | 5             | 10            | 10            | 11            | 1 | 2        | 3        | 24       |          |          |
| 2009/10     | Binghamton Senators | AHL         | 12    | 0             | 11            | 11            | 22            | —             | — | —        | —        | —        |          |          |
| 2009/10     | Ottawa Senators     | NHL         | 60    | 5             | 21            | 26            | 24            | 6             | 1 | 5        | 6        | 4        |          |          |
| 2010/11     | Ottawa Senators     | NHL         | 75    | 13            | 32            | 45            | 50            | —             | — | —        | —        | —        |          |          |
| 2011/12     | Ottawa Senators     | NHL         | 81    | 19            | 59            | 78            | 42            | 7             | 1 | 0        | 1        | 4        |          |          |
| 2012/13     | Jokerit             | SM-l        | 30    | 9             | 25            | 34            | 24            | —             | — | —        | —        | —        |          |          |
| 2012/13     | Ottawa Senators     | NHL         | 17    | 6             | 8             | 14            | 8             | 10            | 1 | 7        | 8        | 6        |          |          |
| 2013/14     | Ottawa Senators     | NHL         | 82    | 20            | 54            | 74            | 36            | —             | — | —        | —        | —        |          |          |
| 2014/15     | Ottawa Senators     | NHL         | 82    | 21            | 45            | 66            | 42            | 6             | 1 | 3        | 4        | 2        |          |          |
| 2015/16     | Ottawa Senators     | NHL         | 82    | 16            | 66            | 82            | 50            | —             | — | —        | —        | —        |          |          |
| 2016/17     | Ottawa Senators     | NHL         | 77    | 17            | 54            | 71            | 28            | 19            | 2 | 16       | 18       | 10       |          |          |
| 2017/18     | Ottawa Senators     | NHL         | 71    | 9             | 53            | 62            | 36            | —             | — | —        | —        | —        |          |          |
| 2018/19     | San Jose Sharks     | NHL         | 53    | 3             | 42            | 45            | 22            | 19            | 2 | 14       | 16       | 8        |          |          |
| 2019/20     | San Jose Sharks     | NHL         | 56    | 6             | 34            | 40            | 16            | —             | — | —        | —        | —        |          |          |
| 2020/21     | San Jose Sharks     | NHL         | 52    | 8             | 14            | 22            | 18            | —             | — | —        | —        | —        |          |          |
| 2021/22     | San Jose Sharks     | NHL         | 50    | 10            | 25            | 35            | 14            | —             | — | —        | —        | —        |          |          |
| 2022/23     | San Jose Sharks     | NHL         | 82    | 25            | 76            | 101           | 36            | —             | — | —        | —        | —        |          |          |
| 2023/24     | Pittsburgh Penguins | NHL         | 82    | 11            | 45            | 56            | 44            | —             | — | —        | —        | —        |          |          |
| NHL celkově | NHL celkově         | NHL celkově | 1 002 | 189           | 628           | 817           | 466           | 67            | 8 | 45       | 53       | 34       |          |          |

## Reprezentace
| Rok                            | Tým                            | Soutěž                         | Z  | G  | A  | B  | TM |
| ------------------------------ | ------------------------------ | ------------------------------ | -- | -- | -- | -- | -- |
| 2007                           | Švédsko 18                     | HGC                            | 4  | 0  | 1  | 1  | 8  |
| 2008                           | Švédsko 18                     | MS-18                          | 6  | 0  | 7  | 7  | 4  |
| 2009                           | Švédsko 20                     | MSJ                            | 6  | 2  | 7  | 9  | 0  |
| 2010                           | Švédsko                        | MS                             | 9  | 1  | 3  | 4  | 2  |
| 2012                           | Švédsko                        | MS                             | 8  | 3  | 4  | 7  | 2  |
| 2014                           | Švédsko                        | ZOH                            | 6  | 4  | 4  | 8  | 0  |
| 2016                           | Švédsko                        | SP                             | 4  | 1  | 3  | 4  | 2  |
| 2024                           | Švédsko                        | MS                             | 10 | 6  | 5  | 11 | 0  |
| Juniorská reprezentace celkově | Juniorská reprezentace celkově | Juniorská reprezentace celkově | 16 | 2  | 15 | 17 | 12 |
| Seniorská reprezentace celkově | Seniorská reprezentace celkově | Seniorská reprezentace celkově | 37 | 15 | 19 | 34 | 6  |

#### Profily
- Obrázky, zvuky či videa k tématu Erik Karlsson na Wikimedia Commons
- Erik Karlsson – statistiky na Hockeydb.com (anglicky)
- Erik Karlsson – statistiky na Elite Prospects (anglicky)
- Erik Karlsson – statistiky na NHL.com

| Předchůdce        | Erik Karlsson                               | Nástupce             |
| Jim O'Brien (USA) | Výběr v prvních kolech Ottawa Senators 2008 | Jared Cowen (Kanada) |